# Kašírování textilií
Kašírování (z franc. cacher = zakrývat) je trvalé spojení několika vrstev stejných nebo rozdílných materiálů, kterým se má vytvořit na povrchu ochranná nebo dekorativní vrstva a zlepšit užitné vlastnosti.
Spojení se provádí
- lepením suchými nebo mokrými lepidly (PVC, akrylové kyseliny, polyuretan)
- tavením termoplastických látek (fólie, pěna, pavučina, prášek z polyethylenu, polyetheru, nebo polyesteru)

## Kašírovací stroje
Funkce stroje při spojování dvou textilií s pomocí termoplastické fólie: Po zahřátí prochází obě textilie a termoplast
kalandry (lisem), jejichž vzdálenost a tlak se nechá přesně nastavit a v následujícím chladicím oddílu se fixuje stav kašírovaného materiálu.
Jako pojidlo se na stroji dá použít také prášek nebo pavučinový nános.
Stroje se staví s pracovní šířkou do 3 metrů, celková tloušťka zboží může být až 150 mm, rychlost kašírování dosahuje maximálně 60m /min.
Známé jsou také stroje se zahříváním pojiva plamenem . Polyuretanová nebo polyethylenová pěna se na nich natavuje s pomocí plynového hořáku na procházející textilii po jedné nebo obou stranách.
Lisovací válce mohou být profilované tak, že se textilie kašíruje v pruzích nebo bodově.

## Použití
Kašírovat se mohou tkaniny, pleteniny i netkané textilie pro technické a oděvní účely. 
Pojmy kašírování, laminování a bonding se často mezi sebou zaměňují, protože se ze známých definicí nedá v každém případě odvodit v čem se rozlišují.